# 棕颈犀鸟
棕颈犀鸟（學名：Aceros nipalensis），也稱作棕颈無盔犀鸟，是犀鸟科无盔犀鸟属的唯一一种，在IUCN紅色名錄中列為易危物種，也是中國國家二級保護動物。

## 描述

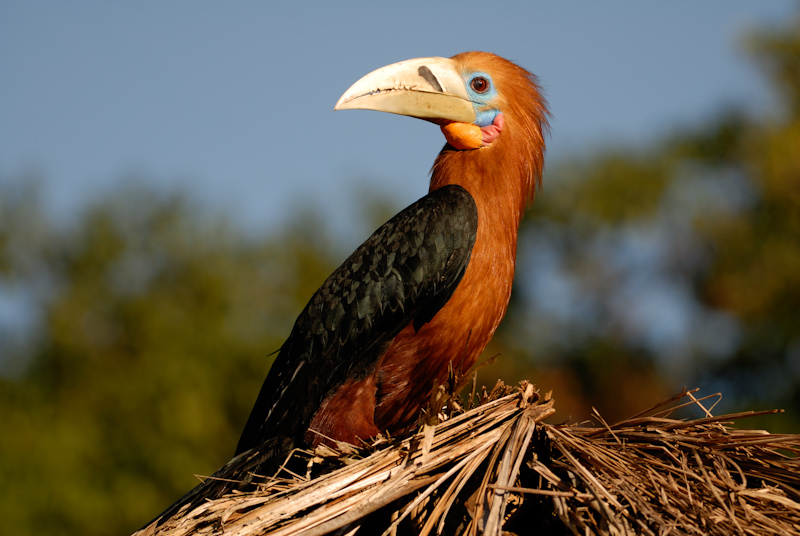
幼鸟

全長約120cm，兩性均有巨大而有力的象牙白色的嘴，嘴上無盔突，上嘴基部有黑白相間的帶斑，雙眼周圍和頰部則有呈天藍色的裸露皮膚。喉囊紅至金橙黃色。雄鳥由頭頂至頸部及整個下半身均為棕色，因而得名，但雌鳥則無棕色部分。頭頂及後頸則較鮮亮而近金黃色，腹部的棕色則較為暗沉。背部、兩翅及尾羽均為黑色，初級飛羽及尾羽尖端部分有白斑。腳黑色，虹膜褐色。會發出輕聲嘯叫，但叫聲不如雙角犀鳥的深沉。

## 分佈
廣泛分佈於不丹、印度、尼泊爾、錫金、巴基斯坦、缅甸、泰國、越南、老撾、柬埔寨及中國的雲南西雙版納地區及西藏東南部。主要棲息於熱帶雨林地區海拔1500米以下的乾燥樹林地區。隨著各國熱帶兩林地區的廣泛發展及開墾種植經濟作物等因素，令其棲地減少；亂捕濫獵的情況也時有所聞。國內外動物園有飼養，但未有成功繁殖紀錄。

## 習性
棕颈犀鸟是獨行俠，但在旱季榕屬植物果實成熟季節時也會共聚在樹上覓食。一般在4至5月間繁殖，主要棲身於自然的大樹洞內。繁殖期由雌鳥負責孵育，雄鳥把樹洞的進出口封閉至一小口，由雄鳥負責覓食並於小口供應食物予雌鳥。每窩產卵1或2枚。

## 外部連結
- 棕颈犀鸟的圖像及影片－ARKive
- 十種在泰國值得觀賞的鳥類 （页面存档备份，存于）
- 國際鳥盟簡介 （页面存档备份，存于）